# St. John Beckermet
St. John Beckermet var en civil parish, nu i civil parishes Beckermet, Egremont, Haile, och Lowside Quarter, i kommunen Cumberland, i Storbritannien. Den ligger i grevskapet Cumbria och riksdelen England, i den centrala delen av landet, 400 km nordväst om huvudstaden London. År 2011 blev den en del av Beckermet, Egremont, Haile, och Lowside Quarter. Civil parish hade 1 925 invånare år 2011.